# Francesco De Marchi
Francesco De Marchi (Bologna, 1504 – L'Aquila, 15 febbraio 1576) è stato un alpinista, speleologo e ingegnere italiano nel campo militare, noto soprattutto per aver compiuto la prima scalata ufficiale del Corno Grande, la cima maggiore del Gran Sasso d'Italia.

## Biografia
Francesco De Marchi nacque a Bologna nel 1504 da una famiglia di umile ascendenza, originaria della città di Crema. Dopo aver compiuto gli studi da autodidatta, partecipò o fu testimone, sin dalla giovinezza, di alcuni eventi bellici rilevanti, quali la battaglia di Pavia del 24 febbraio 1525 e l'assedio di Firenze del 1529-1530. In ogni caso, entrambi gli avvenimenti furono successivamente descritti nei suoi diari con dovizia di particolari. Ciò induce alcuni storici a supporre che il De Marchi abbia militato nelle truppe dell'imperatore Carlo V d'Asburgo.
Nel 1533, a seguito della restaurazione dei Medici a Firenze, il De Marchi entrò al servizio del nuovo duca, Alessandro de' Medici, detto "il Moro". Nel 1536 questi convolò a nozze con Margherita d'Austria, figlia naturale dell'imperatore Carlo V, lasciandola però vedova un anno dopo le nozze, assassinato dal cugino Lorenzino de' Medici. Da questo momento in poi il De Marchi rimarrà fedelmente nel seguito della figlia naturale dell'imperatore, per i successivi quattro decenni.
Il De Marchi fu un individuo avventuroso e animato da una curiosità scientifica tipicamente rinascimentale. Il suo ruolo nel seguito di Margherita d'Austria, governatrice imperiale delle Fiandre, nonché governatrice perpetua dell'Aquila, gli consentì di spostarsi con frequenza fra Roma, Napoli, l'Abruzzo e il mar Tirreno. Appassionato studioso di ingegneria militare, scrisse il trattato Della architettura militare e nei secoli scorsi fu ricordato principalmente per i suoi contributi nell'architettura dei bastioni, dei barbacani, dei controspalti e, in generale, dei sistemi di fortificazione. Una sua tavola, rappresentante un sistema d'attacco alla Vauban, è conservata nel museo storico del genio militare di Castel Sant'Angelo. Animato, oltre che dall'approfondimento per l'ingegneria militare, anche dall'amore per l'avventura, il De Marchi compì nel 1535 un'impresa straordinaria per i suoi tempi: l'immersione, nel lago di Nemi, protetto da un rudimentale scafandro, alla ricerca delle navi dell'imperatore Caligola, effettivamente presenti sul fondale.
Già presente più volte in Abruzzo fra il 1535 e il 1547, il De Marchi notò presto il Gran Sasso, tanto che nella sua cronaca sull'ascensione racconterà: «Il detto Monte era trenta du'anni che io desiderava di montarci sopra», mentre altrove aveva già annotato «e io alle raddici de esso son stato più volte del che considerai il sito al meglio ch'io puoti». Accompagnato dal milanese Cesare Schiafinato e da Diomede dell'Aquila, nell'agosto del 1573 il De Marchi, all'età di 69 anni, si recò quindi ad Assergi («Sercio») alla ricerca di qualche montanaro che potesse fargli da guida. Individuò un cacciatore di camosci, Francesco Di Domenico, che aveva già scalato la cima e che si aggregò volentieri. Volle reclutare anche due fratelli, Simone e Giovampietro Di Giulio, e «a preghi e premi» li convinse a fargli da portatori. Così, il 19 agosto 1573, con non poco sforzo, in cinque ore e un quarto, fu raggiunta la cima del Corno Grande (il «Corno Monte»), attraverso la via normale: «mirand'all'intorno, pareva che io fussi in aria». Il giorno successivo, il 20 agosto, il gruppo, ampliato di altre persone del luogo, esplorò la grotta a Male («grotta Amare») e altre caverne nei dintorni di Assergi, «delli luoghi che con la panza per terra bisogna passare». Il De Marchi incise sul fondo della grotta una croce, che rimase visibile. Si trattò della prima visita in senso speleologico mai fatta in Italia e probabilmente nel mondo.
Francesco De Marchi morì tre anni dopo, il 15 febbraio 1576, all'Aquila, venendo sepolto a Piazza Palazzo, nella demolita chiesa di San Francesco.